# Frédéric Gilli
Pour les articles homonymes, voir Gilli.
Frédéric Gilli, né le 20 novembre 1976, est un économiste français spécialiste des questions urbaines. Professeur associé à l'École urbaine de Sciences Po, cofondateur de la revue Metropolitiques, il est également directeur associé de l'agence Grand Public.

## Parcours
Frédéric Gilli est ancien élève de l'ENSAE, diplômé d'études approfondies en géographie (2000). Il est docteur en économie avec une thèse intitulée « Choix de localisation des entreprises et périurbanisation des emplois », soutenue en 2004. 
Après avoir travaillé à la direction régionale Picardie de l'Insee (2000-2003) et au ministère des Finances (2004-2005), il passe un an à l'université Columbia, où il travaille sur les questions de politique de la ville. 
De retour en France, il est directeur délégué de la chaire Ville à l'Institut d'études politiques de Paris (2007-2010) et brièvement rédacteur en chef de la revue Études foncières. Il fonde avec Philippe Simay et plusieurs autres chercheurs la revue en ligne metropolitiques.eu qu'il codirige encore aujourd'hui. Travaillant au sein de Sciences Po en lien avec le programme « Cities are back in town », enseignant, il devient en 2017 professeur associé au sein de l'École urbaine dirigée à l'époque par Patrick Le Galès.
En 2010, il rejoint l'agence Campana-Eleb-Sablic, fondée puis dirigée par André Campana, Jean-Charles Eleb et Laurent Sablic, agence qui produit des émissions, réalise des reportages en donnant directement la parole aux habitants et organise des actions de concertation dans les entreprises et les territoires. Il en devient associé et en reprend la direction en 2012 avec Laurent Sablic. En 2017, l'agence est rebaptisée « Grand public » et poursuit son développement en travaillant avec des territoires, des entreprises et des ONG.

### Prix
- Prix du Jeune urbaniste 2010[10].

## Débats

### Sur le Grand Paris et les fractures urbaines
Sur les questions relatives à la métropole du Grand Paris, Frédéric Gilli propose une analyse qui explique la complexité de celle-ci dont l'échelle appelle un traitement spécifique au sein des métropoles françaises.
Il publie plusieurs tribune dans le quotidien Le Monde sur les questions de développement économique ou pour montrer la complexité des interprétations géographiques des votes aux élections présidentielles et législatives de 2017,,.

### Sur la crise démocratique
Insistant sur le fait que nous vivons une crise démocratique profonde, Frédéric Gilli en analyse les conséquences à la fois dans la vie politique nationale et dans la fabrique quotidienne des territoires.
Apres les présidentielles de 2017 il invite ainsi à élargir et à renouveler la pratique du pouvoir, notamment dans Libération, puis écrit plusieurs articles dans Le Monde à l'occasion de la crise des Gilets jaunes, ou le Huffington Post pour souligner le besoin de mieux écouter les citoyens.
Critique sur la Convention citoyenne pour le climat même s'il en salue l'initiative, il multiplie les articles et analyses recommandant une approche plus exigeante de la démocratie participative et une association plus systématique des habitants aux grands choix stratégiques, regrettant qu'ils soient systématiquement relégués aux discussions uniquement opérationnelles ou pratiques.

## Ouvrages
- Grand Paris. L'émergence d'une métropole, Paris, Presses de Sciences Po, 2014 (BNF 43765065)
- La Promesse démocratique, Armand Colin, 2022

### En collaboration
- Avec Paul Chemetov, Une région de projets, l'avenir de Paris. Un espace central recomposé, enjeu d'un pari métropolitain, Paris, La Documentation française, 2006 (BNF 41104150)
- Avec Jean-Marc Offner, Paris, métropole hors les murs. Aménager et gouverner un grand Paris, Paris, Presses de Sciences Po, 2009 (BNF 41417554)[22]
- Avec Vanessa Cordoba et Marc Desforges, Territoires et Innovation, Paris, La Documentation française, 2013 (BNF 43643672)
- Avec Aurélien Delpirou, 50 cartes à voir avant d'aller voter, Autrement, 2022
- Avec Aurélien Delpirou et Martin Vanier, La France en perspectives - Imaginer 2050, Autrement, 2024